# Viejos pinos
Viejos pinos (en noruego:Gamle furutrær) es una pintura al óleo realizada por el pintor noruego Lars Hertervig en el año 1865 y está considerada una de sus obras más importantes. Corresponde al segundo período de su carrera artística.
Lars Hertervig pintó esta obra a los 35 años en Stavanger (Noruega). Se había trasladado a esta ciudad después de haber pasado parte de su vida en un refugio para personas sin hogar y en el hospital Gaustad, donde trabajó como pintor. Estudió en la Academia de Arte de Dusseldorf bajo la enseñanza de Hans Gude. Su arte está influenciado por sus visitas a Inglaterra y países mediterráneos.

## Descripción
La imagen muestra tres pinos muertos en un bosque a primeras obras de la mañana con una tonalidad gris azulada. Uno de los árboles ha caído y se inclina sobre  los otos árboles. En el fondo se representa la niebla del amanecer, La tierra oscura marca un contraste con el cielo brillante  sobre un fondo de picos de montañas nevadas.
Inger M. Renger analiza la imagen en el año 2002, y la describe como el proceso de descomposición de los árboles y que forma parte de la renovación natural de los bosques. Este autor muestra la transitoriedad y la eternidad en el círculo de la vida.

## Origen
La pintura formó parte de la colección personal del artista Peder Aanensen en 1865. En el año 1940 su única hija Petra Aanensen, dona su colección a la Sociedad de Arte de Stavanger. Desde 1992 el cuadro pertenece a la colección del museo de arte Rogeland en Stavanger, más tarde renombrado como Museo de arte de Stavanger.

## Otras obras de Lars Hertervig con el tema de bosque
|                     |                    |                      |               |                          |
| Bosque (Skog), 1853 | Fra Skånevik, 1854 | Rullstaddjuvet, 1855 | Tjärnen, 1865 | Paisaje (Landskap), 1902 |